# 宋人軼事彙編
宋人軼事彙編，清代丁傳靖輯，凡20卷，136篇。
《宋人軼事彙編》前3卷為帝后，4卷至19卷為臣民，記兩宋612人遺聞軼事，材料豐富，其中如歐陽修、蘇軾、岳飛等人篇幅甚多，取材自宋、元、明、清筆記，引書達五百種以上，編輯體例如《宋名臣言行錄》，並一一註明出處，有考證文，書末附有人名、書名索引。1935年有商務印書館排印本，1958年有重印本，1981年中華書局推出新版標點本。自《宋人軼事彙編》後，「軼事彙編」成為正史外的一種史書編輯體例，如《唐人軼事彙編》、《蘇東坡軼事彙編》的推出。